# Shastasaurus
Genre
Espèces de rang inférieur
- † S. pacificus Merriam, 1895 (espèce type)
- † ? S. carinthiacus von Huene, 1925
- † ? S. alexandrae

Shastasaurus est un genre éteint de très grands ichthyosaures, des diapsides marins de la famille des Shastasauridae,qui vivaient  dans ce qui est aujourd'hui l'Amérique du Nord. Il a été découvert en Californie et au Nevada (États-Unis) ainsi qu'au Mexique. Elles ont vécu durant le Trias supérieur, il y a environ entre 237 et 201 Ma (millions d'années).
Trois espèces sont parfois rattachées au genre, S. alexandrae, S. carinthiacus et S. pacificus, mais seule Shastasaurus pacificus, l'espèce type, est considérée comme valide.
Plusieurs fossiles d’ichtyosaures, parfois regroupés sous le nom de genre Shastasaurus, appartiennent à d'autres genres, comme :
- Guanlingsaurus liangae, ex- Shastasaurus liangae[5] ;
- Shonisaurus sikanniensis, ex-Shastasaurus sikanniensis, connu comme le plus grand ichthyosaure et le plus grand reptiles marins ayant jamais existé avec ses 23 mètres de long et une masse de 20 tonnes[6],[7],[8].

## Espèces

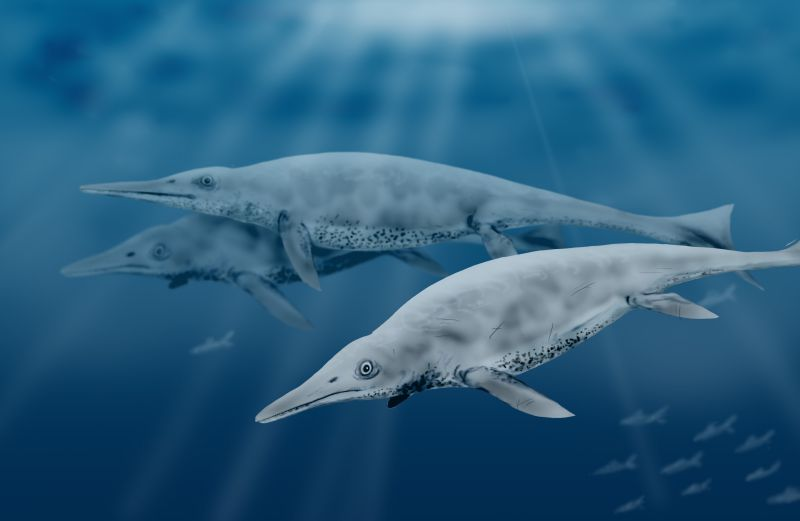
Restitution paléoartistique par Nobu Tamura de Shastasaurus pacificus (ex-S. altispinus) sans aileron dorsal et à nageoire caudale simple.

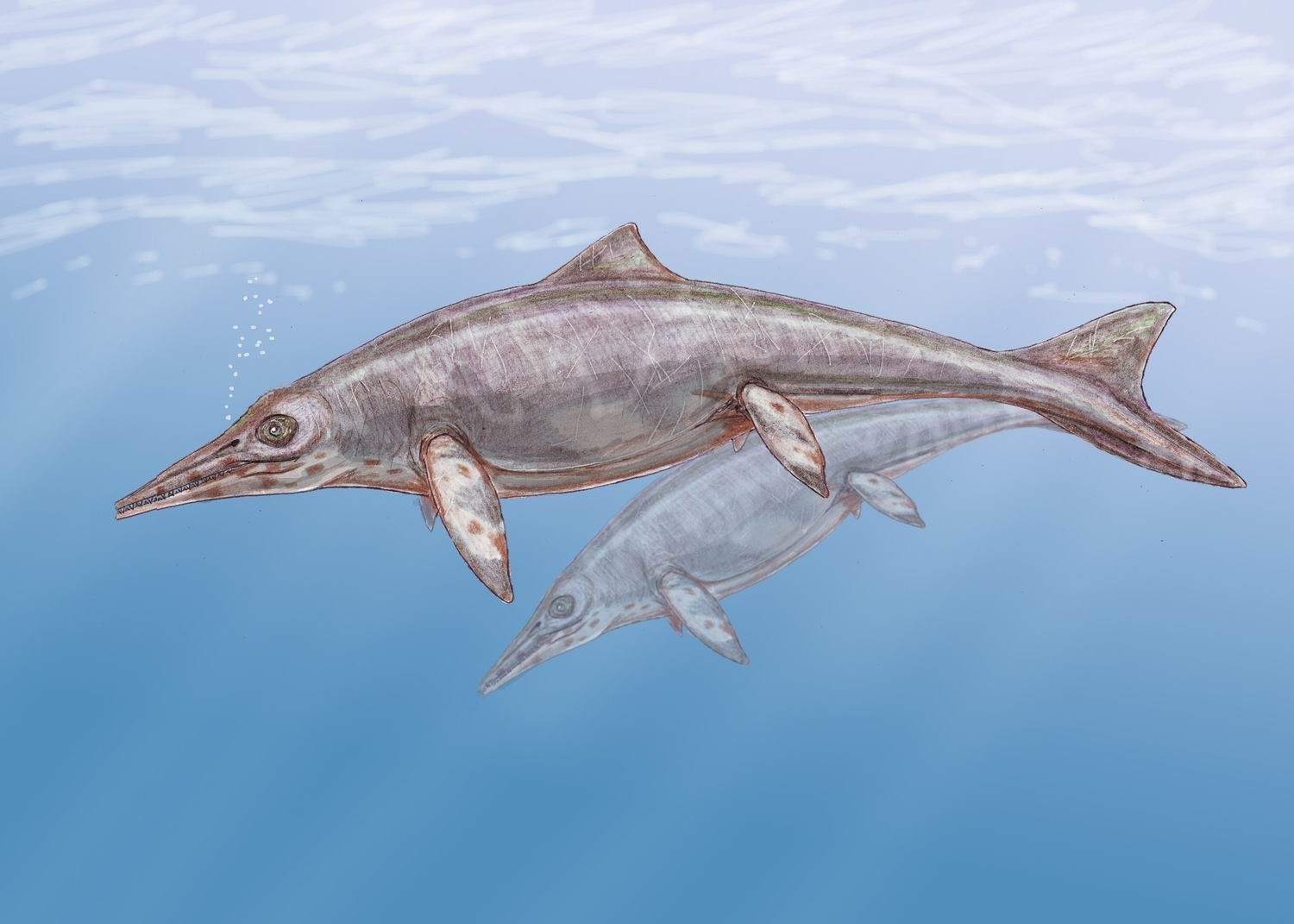
Représentation (désormais obsolète) par Dimitri Bogdanov de Shastasaurus pacificus (ex-S. altispinus) avec aileron dorsal et caudale falciforme.

### Shastasaurus pacificus

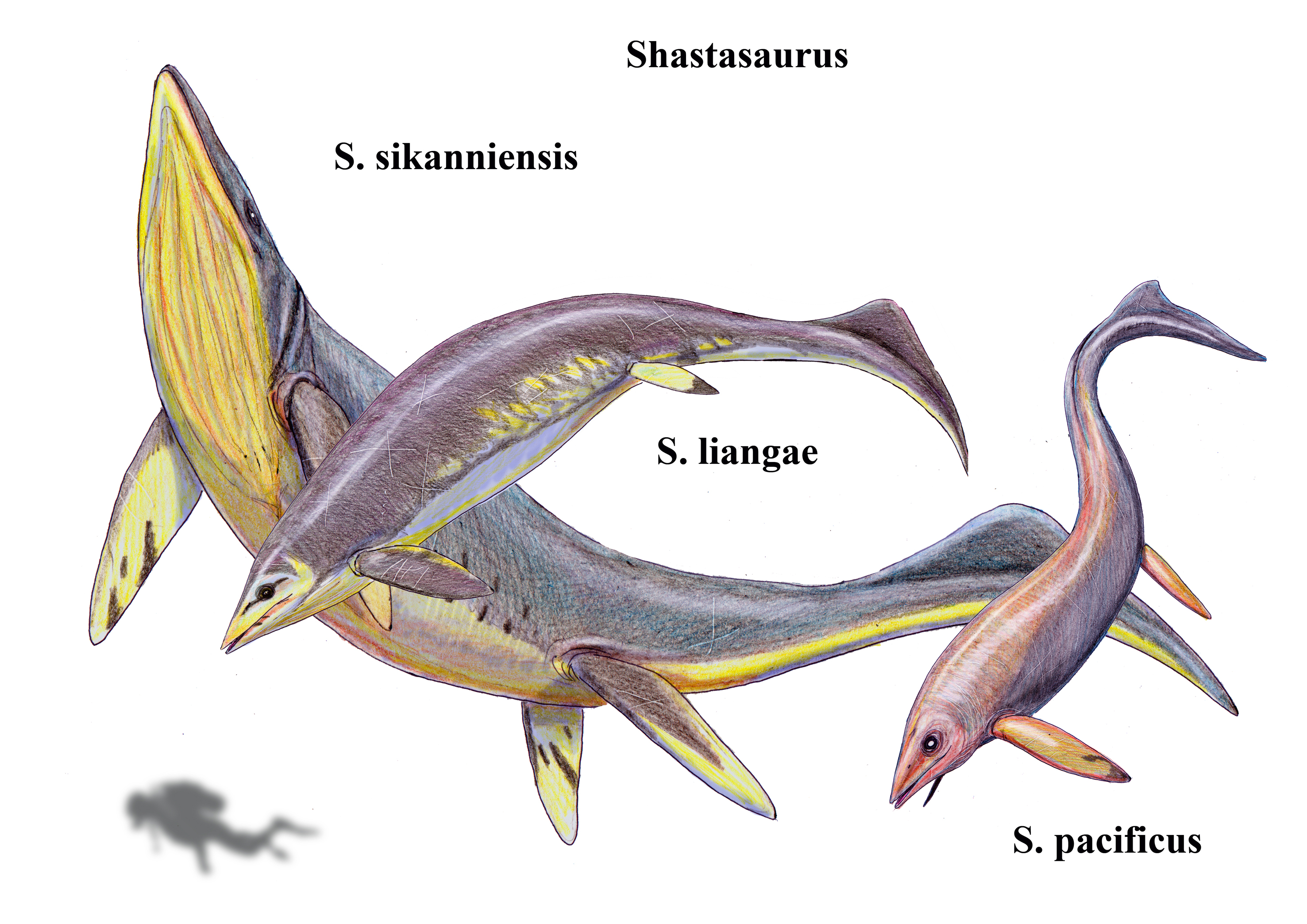
Comparaison de trois espèces de grands Shastasauridae :
- Shonisaurus sikanniensis, ex-Shastasaurus sikanniensis (21 mètres de long),
* Guanlingsaurus liangae, ex-Shastasaurus liangae (8,30 mètres de long),
- Shastasaurus pacificus (6 mètres de long).
Dessin de Dimitri Bogdanov.

S. pacificus est l'espèce type du genre. Elle a été découverte dans le Carnien supérieur de Californie du nord. Elle n'est connue que par des restes fossiles fragmentaires, ce qui va par la suite rendre problématique l'attribution ou non au genre Shastasaurus de nouveaux spécimens de  shastasauridés découverts. Ceci a, entre autres, conduit à l’attribution pendant un temps de plusieurs espèces d’ichtyosaures à long museau au genre Shastasaurus, des espèces qui sont aujourd'hui rattachées aux genres 
Callawayia et Guizhouichthyosaurus.

### Espèces douteuses ou réassignées

#### Guanlingsaurus liangae
Guanlingsaurus liangae du Trias supérieur de Chine a été décrite en 2000 à partir d'un spécimen adulte incomplet.
En 2011, P. M. Sander et ses collègues la placent dans le genre Shastasaurus. Cependant, l'étude par la suite d'autres squelettes plus complets, puis la description en 2013 d'un spécimen juvénile par Cheng et ses collègues ont permis d'identifier des autapomorphies qui la différencient clairement de Shastasaurus, et valident ainsi le genre Guanlingsaurus.

#### Shonisaurus sikkanniensis
S. sikkanniensis est une espèce géante, décrite par Elizabeth L. Nicholls et Makoto Manabe en 2004. Elle a été découverte dans le Norien de Colombie-Britannique. L'estimation de la longueur du squelette de Shonisaurus sikanniensis atteint 21 mètres ; elle est considérée comme un des plus grands reptiles marins de tous les temps.
En 2011, P. M. Sander et son équipe réalisent une analyse phylogénétique des shastasauridés, intégrant ''Shonisaurus sikkanniensis, ce qui n'avait pas été réalisé lors de la création de l'espèce en 2004. Ils la rattachent alors au genre Shastasaurus. Cependant en 2013, de nouvelles analyses conduisent C. Ji et ses collègues à rétablir l'espèce sous le nom binominal de Shonisaurus sikkanniensis.

#### Guizhouichthyosaurus tangae
En 2009, Shang et Li reclassent l'espèce Guizhouichthyosaurus tangae sous le nom de Shastasaurus tangae. L’analyse phylogénétique de P. M. Sander de 2011, la rétablit comme un Guizhouichthyosaurus, un shastasauridé plus évolué.

### Espèces douteuses (nomen dubium)[10]
- Shastasaurus alexandrae ;
- S. carinthiacus (Huene, 1925) provenant des Alpes autrichiennes ;
- S. neubigi (Sander, 1997) du Muschelkalk allemand. Cette espèce redécrite en 2006 a été attribuée à un nouveau genre : Phantomosaurus[11].